# هارفي شيلر
هارفي شيلر (بالإنجليزية: Harvey Schiller)‏ هو شخصية أعمال أمريكي، ولد في 30 أبريل 1940 في بروكلين في الولايات المتحدة.

## روابط خارجية
- هارفي شيلر على موقع أوليمبيديا (الإنجليزية)